# Batalla de Yumina
La Batalla de Yumina (29 de junio de 1857) fue un enfrentamiento militar librado entre el gobierno de Ramón Castilla y los rebeldes liberales amotinados en Arica de Manuel Ignacio de Vivanco.
Tras amotinarse parte de la Marina peruana en Arica el 16 de noviembre de 1856, Vivanco volvió a Perú en diciembre. En abril de 1857 desembarco en Callao pero fue repelido por la Guardia Nacional (apoyada por 400 mercenarios europeos y norteamericanos), debiendo reembarcarse tras sufrir numerosos muertos y 400 prisioneros. En el sur se hizo con Arequipa pero Castilla se hizo el 19 de junio con Arica, organizando un ejército de 3.000 soldados, después marchó sobre Arequipa. Tras fallar las negociaciones ambos bandos se enfrentaron en Yumina. Los rebeldes incluían 1.300 marineros y 500 guardias nacionales amotinados. Los conservadores triunfaron. 